# Yorkshire del Sur

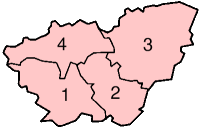
Municipios del condado:
1. Sheffield
2. Rotherham
3. Doncaster
4. Barnsley.

Yorkshire del Sur (en inglés: South Yorkshire /ˈsaʊθ 'jɔ:kˌʃə/) es uno de los cuarenta y siete condados de Inglaterra, Reino Unido, con capital en Sheffield. Ubicado en la región Yorkshire y Humber limita al norte con Yorkshire del Oeste, del Norte y del Este, al este con Lincolnshire, al sureste con Nottinghamshire y al suroeste con Derbyshire. El condado fue creado el 1 de abril de 1974 por la Ley de Gobierno Local de 1972, con un área de 1552 km².

## Divisiones e inmediaciones
Yorkshire del Sur se divide en cuatro municipios metropolitanos: Sheffield, Doncaster, Barnsley y Rotherham. El condado limita con Derbyshire, Yorkshire del Oeste, Yorkshire del Norte, Yorkshire del Este, Lincolnshire y Nottinghamshire.

## Historia
Los asentamientos principales de Yorkshire del Sur crecieron alrededor de la industria de la minería y de la manufactura del acero. La principal industria minera era el carbón, que se concentraba en el norte y en el este del condado. También se explotaban los depósitos de hierro del área. Los ríos que nacen en los Peninos en dirección oeste ayudaban a la industria del acero que se concentraba en la ciudad de Sheffield. La proximidad del hierro y el carbón también lo convirtieron en un lugar ideal para la manufactura de acero.
A pesar de que el inconformismo cristiano nunca fue tan fuerte en Yorkshire del Sur como en la ciudad industrial de Yorkshire del Oeste, hay aún muchas iglesias metodistas y baptistas en el área. Asimismo, Yorkshire del Sur posee un número relativamente alto de seguidores del espiritualismo. Es el único condado que cuenta como una región completa en la Unión Nacional de Espiritualistas.
Yorkshire del Sur fue creada como un condado metropolitano en 1974 por la Ley de Gobierno Local de 1972, a partir de la parte meridional del Riding del Oeste de Yorkshire y los antiguos municipios condales de Barnsley, Doncaster, Rotherham y Sheffield. Inicialmente tuvo una estructura biescalonada de gobierno local con un concejo condal estratégico por niveles y cuatro distritos que se ocupaban de la mayoría de los servicios.
En 1974, como parte del Plan Estructural de Yorkshire del Sur (South Yorkshire Structure Plan) sobre el medio ambiente, la conservación y el uso de la tierra, el Concejo Condal de Yorkshire del Sur encargó una encuesta pública de actitudes que cubría oportunidades laborales, instalaciones educacionales, oportunidades de ocio, servicios sanitario y médico, centros comerciales y servicios de transporte.
En 1986, se abolieron los concejos condales en toda Inglaterra. Las funciones del concejo condal las pasaron a ejercer los municipios. Comités mixtos cubrían incendios, policía y transporte público, y así con los demás acuerdos conjuntos especiales. Las juntas mixtas continúan en funciones e se encargan de la Policía de Yorkshire del Sur y del Ejecutivo de Transporte de Pasajeros de Yorkshire del Sur
Aunque el concejo condal fue abolido, Yorkshire del Sur permanece como condado metropolitano y ceremonial con un Lord Teniente y un Alto Sheriff.

## Economía
Como una de las áreas menos prósperas en Europa Occidental, Yorkshire del Sur ha recibido fondos del Fondo Europeo de Desarrollo Regional. Aquí se muestra un cuadro de la tendencia del valor regional bruto añadido de Yorkshire del Sur con los precios básicos actuales published (pp.240-253) por la Oficina de Estadísticas Nacionales (Office for National Statistics) con cifras en millones de libras esterlinas británicas.
| Año  | Valor Regional Bruto Añadido | Agricultura | Industria | Servicios |
| ---- | ---------------------------- | ----------- | --------- | --------- |
| 1995 | 10 453                       | 67          | 3 690     | 6 696     |
| 2000 | 13 187                       | 53          | 4 181     | 8 954     |
| 2003 | 15 799                       | 57          | 4 772     | 10 971    |

## Ciudades y pueblos

### Principales asentamientos
Los principales asentamientos de Yorkshire del Sur son:
- Sheffield, una ciudad industrial cuya economía está históricamente basada en la producción de acero y manufacturado de cubertería. Hoy en día se la conoce por sus instalaciones deportivas, cultura y turismo.
- Doncaster, un antiguo pueblo romano conocido por el ferrocarril y las carreras de caballos;
- Rotherham, un núcleo industrial que limita con Sheffield en el Río Don;
- Barnsley, una pequeña ciudad comercial en el Río Dearne, el antiguo centro administrativo del condado metropolitano.

### Áreas urbanas
Yorkshire del Sur se compone de tres áreas urbanas principales. El Valle Dearne está formada a partir de Barnsley y un número de pueblos y pequeñas ciudades. En el área urbana de Sheffield se integran Sheffield y Rotherham, mientras que el área urbana de Doncaster consiste en Doncaster y sus regiones colindantes.

#### ElValle Dearne
| Área             | Municipio metropolitano | Población |
| ---------------- | ----------------------- | --------- |
| Barnsley         | Barnsley                | 71.599    |
| Conisbrough      | Doncaster               | 15.361    |
| Cudworth         | Barnsley                | 11.644    |
| Darfield         | Barnsley                | 8.066     |
| Darton           | Barnsley                | 14.927    |
| Dodworth         | Barnsley                | 5.742     |
| Hoyland Nether   | Barnsley                | 15.497    |
| Mexborough       | Doncaster               | 14.750    |
| Royston          | Barnsley                | 9.375     |
| Swinton          | Rotherham               | 14.643    |
| Wath upon Dearne | Rotherham               | 16.787    |
| Wombwell         | Barnsley                | 15.180    |
| Worsbrough       | Barnsley                | 9.516     |
| Población total  | Población total         | 207.726   |

#### Doncaster
| Área            | Municipio metropolitano | Población |
| --------------- | ----------------------- | --------- |
| Armthorpe       | Doncaster               | 12.630    |
| Bentley         | Doncaster               | 33.968    |
| Doncaster       | Doncaster               | 67.977    |
| Kirk Sandall    | Doncaster               | 13.276    |
| Población total | Población total         | 127.851   |

#### Sheffield
| Área                | Municipio metropolitano | Población |
| ------------------- | ----------------------- | --------- |
| Aughton             | Rotherham               | 13.456    |
| Beighton            | Sheffield               | 10.676    |
| Chapeltown          | Sheffield               | 22.665    |
| Mosborough/Highlane | Sheffield               | 18.585    |
| Rawmarsh            | Rotherham               | 18.210    |
| Rotherham           | Rotherham               | 117.262   |
| Sheffield           | Sheffield               | 439.866   |
| Población total     | Población total         | 640.720   |

### Otros pueblos y ciudades
| Área                          | Municipio metropolitano | Población             |
| ----------------------------- | ----------------------- | --------------------- |
| Adwick le Street              | Doncaster               | 16.142                |
| Anston/Dinnington             | Rotherham               | 19.086                |
| Askern                        | Doncaster               | 5.434                 |
| Bawtry                        | Doncaster               | 3.775                 |
| Birdwell                      | Barnsley                | 2.989                 |
| Conisbrough                   | Doncaster               | 15.361                |
| Dinnington                    | Rotherham               | 1.572                 |
| Finningley                    | Doncaster               | 4.048                 |
| Gran Houghton                 | Barnsley                | 2.216                 |
| Grimethorpe                   | Barnsley                | 1.873                 |
| Harthill                      | Rotherham               | 1.728                 |
| Hatfield/Stainforth           | Doncaster               | 20.232 (13.890/6.342) |
| Maltby                        | Rotherham               | 11.966                |
| Rossington                    | Doncaster               | 13.255                |
| Norton                        | Doncaster               | 2.111                 |
| Oughtibridge/Wharncliffe Side | Sheffield               | 4.602 (3.227/1.375)   |
| Penistone                     | Barnsley                | 8,727                 |
| Scholes                       | Rotherham               | 2.403                 |
| Stocksbridge                  | Sheffield               | 13.316                |
| Thorne/Moorends               | Doncaster               | 16.338                |
| Thorpe Hesley                 | Rotherham               | 4.609                 |
| Tickhill                      | Doncaster               | 5.112                 |
| Todwick                       | Rotherham               | 1.637                 |
| Treeton                       | Rotherham               | 2.514                 |
| Thurcroft                     | Rotherham               | 4.702                 |
| Thurnscoe                     | Barnsley                | 9.122                 |
| Gales                         | Rotherham               | 5.826                 |
| Woodsetts                     | Rotherham               | 1.802                 |

## Lugares de interés
- Aldea Industrial Abbeydale (Abbeydale Industrial Hamlet), Sheffield
- Ayuntamiento de Barnsley
- Salón y Jardines de Brodsworth
- Museo, Parque y Jardines Salón Cannon, Barnsley
- Capilla de Nuestra Señora de Puente Rotherham ("Capilla sobre el Puente"), Rotherham
- Museo-Parque Clifton, Rotherham
- Castillo de Conisbrough
- Cusworth Hall
- Mansión Hogar de Doncaster
- Centro Terrestre
- Isla Museo Kelham, Sheffield
- Centro de Ciencia-Aventura Magna
- Centro comercial Meadowhall, Sheffield
- Priorato Monje Bretón
- Aldea Casa Pot
- Jardines de Invierno de Sheffield
- Abadía Roche
- Parque rural del Valle Rother
- Centro Humedal Antiguo Páramo RSPB
- Páramos Howden
- Iglesia de San Lorenzo, Adwick le Street
- Iglesia de Santo Tomás el Apóstol Archivado el 11 de mayo de 2008 en Wayback Machine. Bellas iglesias en Barnsley
- Ulley y parque rural de Ulley
- Castillo y Jardines, Barnsley
- Casa de Madera de Wentworth
- Museo-Parque de Weston y Galería de Arte Mappin, Sheffield
- Pueblo industrial de los Bosques
- Molino y parque rural Worsborough

## Deporte
El club de fútbol más antiguo del mundo es el Sheffield F.C., fundado en 1857. Los dos clubes más populares son el Sheffield United y el Sheffield Wednesday, que han jugado en la Premier League
El hipódromo de Doncaster alberga numerosas carreras de caballos, entre ellas la St. Leger Stakes que integra la Triple Corona, y la Copa Doncaster, que se disputa desde 1766.

## Personajes Famosos
- Louis Tomlinson, cantante, compositor y antiguo miembro de One Direction.
- YUNGBLUD, cantante
- Alex Turner, compositor, cantante y guitarrista de la banda británica Arctic Monkeys.